# Dawid (Dziumakas)
Dawid, imię świeckie Konstandinos Dziumakas (ur. 1958 w Litochoro) – duchowny Greckiego Kościoła Prawosławnego, od 2014 metropolita Greweny.

## Życiorys
Święcenia diakonatu przyjął 6 sierpnia 1980, a prezbiteratu 23 stycznia 1983. Chirotonię biskupią otrzymał 12 października 2014.